# Hervé Gregoire-Mazzocco
 (avril 2025).
Motif : Aucune source secondaire ne permet de vérifier la notoriété de cette personne. Il n'a semble t'il pas joué au niveau professionnel avec Clermont et Gloucester
- Archive Wikiwix
- Bing
- Cairn
- DuckDuckGo
- E. Universalis
- Gallica
- Google
- G. Books
- G. News
- G. Scholar
- Persée
- Qwant
- (zh) Baidu
- (ru) Yandex
- (wd) trouver des œuvres sur Wikidata

| 1. | Préciser le motif de la pose du bandeau. | Précisez le motif de la pose du bandeau en utilisant la syntaxe suivante : {{admissibilité à vérifier\|date=avril 2025\|motif=remplacez ce texte par le motif}}                              |
| 2. | Informer les utilisateurs concernés.     | Pensez à avertir le créateur de l'article, par exemple, en insérant le code ci-dessous sur sa page de discussion : {{subst:avertissement admissibilité à vérifier\|Hervé Gregoire-Mazzocco}} |

Pour les articles homonymes, voir Gregoire.
Hervé Gregoire-Mazzocco, né le 21 novembre 1977 à Abidjan (Côte d'Ivoire), est un ancien joueur de rugby à XV dans les clubs de Clermont-Ferrand (France), Gloucester (Angleterre) et Padoue (Italie). International avec l'équipe des Éléphants de Côte d'Ivoire.

## Club

### Joueur
- AS Montferrand : 1995-1999
- Gloucester Rugby Football Club : 2000-2001
- Petrarca Rugby Padoue : 2001-2003

### Entraîneur
- Las Vegas Blackjacks RFC : 2008-2010